# Episodi di Metropolitan Police (quattordicesima stagione)
La quattordicesima stagione della serie televisiva Metropolitan Police è stata trasmessa in anteprima nel Regno Unito dalla Independent Television tra il 1º gennaio 1998 e il 31 dicembre 1998.
| nº  | Titolo originale          | Titolo italiano | Prima TV UK       | Prima TV Italia |
| --- | ------------------------- | --------------- | ----------------- | --------------- |
| 1   | Square Peg, Round Hole    |                 | 1º gennaio 1998   |                 |
| 2   | You Pays Your Money       |                 | 2 gennaio 1998    |                 |
| 3   | Hard Cash                 |                 | 6 gennaio 1998    |                 |
| 4   | Taking It Easy            |                 | 8 gennaio 1998    |                 |
| 5   | Villain                   |                 | 9 gennaio 1998    |                 |
| 6   | Forgive and Forget        |                 | 13 gennaio 1998   |                 |
| 7   | Girl Power                |                 | 15 gennaio 1998   |                 |
| 8   | Puppy Walk                |                 | 16 gennaio 1998   |                 |
| 9   | Sprog                     |                 | 20 gennaio 1998   |                 |
| 10  | Out on a Limb             |                 | 22 gennaio 1998   |                 |
| 11  | Way Out West              |                 | 23 gennaio 1998   |                 |
| 12  | Storyboards               |                 | 29 gennaio 1998   |                 |
| 13  | For Your Love             |                 | 30 gennaio 1998   |                 |
| 14  | Soft in the Head          |                 | 3 febbraio 1998   |                 |
| 15  | Friends in High Places    |                 | 5 febbraio 1998   |                 |
| 16  | Love's Labours Lost       |                 | 6 febbraio 1998   |                 |
| 17  | Opposites                 |                 | 12 febbraio 1998  |                 |
| 18  | Solicitous                |                 | 13 febbraio 1998  |                 |
| 19  | A Rainy Night in Sun Hill |                 | 17 febbraio 1998  |                 |
| 20  | Unwarranted               |                 | 19 febbraio 1998  |                 |
| 21  | A Bit of Respect          |                 | 20 febbraio 1998  |                 |
| 22  | The Parent Trap           |                 | 24 febbraio 1998  |                 |
| 23  | Sudden Death              |                 | 26 febbraio 1998  |                 |
| 24  | Back-Up                   |                 | 27 febbraio 1998  |                 |
| 25  | A Little Help             |                 | 3 marzo 1998      |                 |
| 26  | Guiding Hand              |                 | 5 marzo 1998      |                 |
| 27  | Good Faith (Part 1)       |                 | 6 marzo 1998      |                 |
| 28  | Good Faith (Part 2)       |                 | 10 marzo 1998     |                 |
| 29  | Good Faith (Part 3)       |                 | 12 marzo 1998     |                 |
| 30  | No Doubt About It         |                 | 13 marzo 1998     |                 |
| 31  | One of the Gang           |                 | 17 marzo 1998     |                 |
| 32  | Without a Prayer          |                 | 19 marzo 1998     |                 |
| 33  | Lucky Find                |                 | 20 marzo 1998     |                 |
| 34  | A Little Bit of Paradise  |                 | 24 marzo 1998     |                 |
| 35  | Daydream Believer         |                 | 26 marzo 1998     |                 |
| 36  | Powder My Nose            |                 | 27 marzo 1998     |                 |
| 37  | Bad Feelings              |                 | 31 marzo 1998     |                 |
| 38  | Like Family               |                 | 2 aprile 1998     |                 |
| 39  | Shattered                 |                 | 3 aprile 1998     |                 |
| 40  | Home Movie                |                 | 7 aprile 1998     |                 |
| 41  | Racer                     |                 | 9 aprile 1998     |                 |
| 42  | The Scent of Compassion   |                 | 10 aprile 1998    |                 |
| 43  | Driving Me Crazy          |                 | 14 aprile 1998    |                 |
| 44  | Manhunt                   |                 | 16 aprile 1998    |                 |
| 45  | Rebel Without a Licence   |                 | 17 aprile 1998    |                 |
| 46  | Sale or Return (Part 1)   |                 | 21 aprile 1998    |                 |
| 47  | Sale or Return (Part 2)   |                 | 23 aprile 1998    |                 |
| 48  | Target Man                |                 | 24 aprile 1998    |                 |
| 49  | Mixed Feelings            |                 | 28 aprile 1998    |                 |
| 50  | Wannabe                   |                 | 30 aprile 1998    |                 |
| 51  | One Small Step            |                 | 5 maggio 1998     |                 |
| 52  | Big Brother               |                 | 7 maggio 1998     |                 |
| 53  | Volcano                   |                 | 8 maggio 1998     |                 |
| 54  | Money Talks               |                 | 12 maggio 1998    |                 |
| 55  | Brighton Rocks (Part 1)   |                 | 14 maggio 1998    |                 |
| 56  | Brighton Rocks (Part 2)   |                 | 15 maggio 1998    |                 |
| 57  | The Hare and the Tortoise |                 | 19 maggio 1998    |                 |
| 58  | The Better Man            |                 | 21 maggio 1998    |                 |
| 59  | Red Herrings              |                 | 22 maggio 1998    |                 |
| 60  | Under the Grill           |                 | 26 maggio 1998    |                 |
| 61  | The Stork                 |                 | 28 maggio 1998    |                 |
| 62  | One of Us                 |                 | 29 maggio 1998    |                 |
| 63  | Room to Manoeuvre         |                 | 2 giugno 1998     |                 |
| 64  | Out of Hand               |                 | 4 giugno 1998     |                 |
| 65  | Watching the Detectives   |                 | 5 giugno 1998     |                 |
| 66  | A People Person           |                 | 9 giugno 1998     |                 |
| 67  | Spray                     |                 | 16 giugno 1998    |                 |
| 68  | Three Cheers              |                 | 19 giugno 1998    |                 |
| 69  | Up for Trouble            |                 | 23 giugno 1998    |                 |
| 70  | The Bus Driver's Prayer   |                 | 25 giugno 1998    |                 |
| 71  | Loving Memory             |                 | 26 giugno 1998    |                 |
| 72  | Stop                      |                 | 1º luglio 1998    |                 |
| 73  | Deep Secret               |                 | 2 luglio 1998     |                 |
| 74  | The Whip Hand             |                 | 9 luglio 1998     |                 |
| 75  | Bang!                     |                 | 10 luglio 1998    |                 |
| 76  | Unlicensed                |                 | 14 luglio 1998    |                 |
| 77  | Vacant Possession         |                 | 16 luglio 1998    |                 |
| 78  | Sucking Eggs              |                 | 17 luglio 1998    |                 |
| 79  | Tainted Love (Part 1)     |                 | 21 luglio 1998    |                 |
| 80  | Tainted Love (Part 2)     |                 | 23 luglio 1998    |                 |
| 81  | Tainted Love (Part 3)     |                 | 24 luglio 1998    |                 |
| 82  | Cooking                   |                 | 28 luglio 1998    |                 |
| 83  | Fighting Chance           |                 | 30 luglio 1998    |                 |
| 84  | King of the Road          |                 | 4 agosto 1998     |                 |
| 85  | Wrong Place, Wrong Time   |                 | 6 agosto 1998     |                 |
| 86  | One Man, Two Faces        |                 | 11 agosto 1998    |                 |
| 87  | Shoot the Messenger       |                 | 13 agosto 1998    |                 |
| 88  | Too Little, Too Late      |                 | 20 agosto 1998    |                 |
| 89  | Deep End                  |                 | 25 agosto 1998    |                 |
| 90  | The Party's Over          |                 | 27 agosto 1998    |                 |
| 91  | Bang Bang, You're Dead    |                 | 28 agosto 1998    |                 |
| 92  | Team Spirit               |                 | 1º settembre 1998 |                 |
| 93  | Urgent Assistance         |                 | 15 settembre 1998 |                 |
| 94  | Taking Sides              |                 | 22 settembre 1998 |                 |
| 95  | Deadly Impact             |                 | 29 settembre 1998 |                 |
| 96  | Big Day                   |                 | 6 ottobre 1998    |                 |
| 97  | Making Up                 |                 | 13 ottobre 1998   |                 |
| 98  | The Cross                 |                 | 20 ottobre 1998   |                 |
| 99  | Cast No Shadow            |                 | 27 ottobre 1998   |                 |
| 100 | Betrayal                  |                 | 29 ottobre 1998   |                 |
| 101 | All for One               |                 | 30 ottobre 1998   |                 |
| 102 | Trial Run                 |                 | 3 novembre 1998   |                 |
| 103 | Section F                 |                 | 6 novembre 1998   |                 |
| 104 | Bad Chemistry             |                 | 10 novembre 1998  |                 |
| 105 | Dog Eat Dog               |                 | 13 novembre 1998  |                 |
| 106 | Indiscretion              |                 | 17 novembre 1998  |                 |
| 107 | The Rate for the Job      |                 | 20 novembre 1998  |                 |
| 108 | For Interest Only         |                 | 24 novembre 1998  |                 |
| 109 | The Fat Lady Sings        |                 | 27 novembre 1998  |                 |
| 110 | Too Many Cooks            |                 | 1º dicembre 1998  |                 |
| 111 | Team Play                 |                 | 4 dicembre 1998   |                 |
| 112 | Heat and Light            |                 | 8 dicembre 1998   |                 |
| 113 | Ticking Clocks            |                 | 10 dicembre 1998  |                 |
| 114 | Strange Bedfellows        |                 | 11 dicembre 1998  |                 |
| 115 | Live and Ticking          |                 | 15 dicembre 1998  |                 |
| 116 | All the Lonely People     |                 | 17 dicembre 1998  |                 |
| 117 | The Personal Touch        |                 | 18 dicembre 1998  |                 |
| 118 | Time Gentlemen Please     |                 | 21 dicembre 1998  |                 |
| 119 | Puzzled                   |                 | 22 dicembre 1998  |                 |
| 120 | Christmas Star            |                 | 24 dicembre 1998  |                 |
| 121 | S.A.D.                    |                 | 31 dicembre 1998  |                 |